# Hermann Fortunat

Grabmal Hermann-Fortunats von Baden-Rodemachern und seiner 2. Frau Marie-Sidonie von Daun-Falkenstein in der Kirche von Rodemack

Hermann Fortunat von Baden (* 23. Januar 1595 in Rastatt; † 4. Januar 1665 in Kastellaun) war Markgraf von Baden zu Rodemachern.

## Leben
Er war ein Sohn von Markgraf Eduard Fortunat von Baden und der Maria von Eicken († 21. April 1636), der Tochter des Jobst von Eicken. Der Vater, eine zwielichtige Persönlichkeit, starb schon um 1600 und seine Vettern aus dem Haus Baden-Durlach fochten sein und seiner Brüder Erbfolgerecht an, da die Ehe des Vaters mit Maria von Eicken als nicht standesgemäß galt. Die Vormünder, Erzherzog Albrecht und Graf Salentin von Isenburg, setzten sich beim Kaiser erfolgreich für das Erbfolgerecht ein, wobei politisch konfessionelle Hintergründe eine Rolle spielten: Das Haus Baden-Baden war katholisch, während das Haus Baden-Durlach lutherisch war.
Hermann Fortunat folgte seinem kinderlos verstorbenen Onkel Philipp III. als Markgraf von Baden-Rodemachern, während sein Bruder Wilhelm die Markgrafschaft Baden-Baden übernahm.
Im Dreißigjährigen Krieg kämpfte er zunächst in spanischen, später in kaiserlichen Diensten. 1633 war er am Gefecht bei Breisach beteiligt, dem sein Kommandant Ernesto Montecuccoli zum Opfer fiel.
Er starb 1665 in Kastellaun. Sein Grabmal befindet sich in der Sankt-Nikolaus-Kirche von Rodemachern. Beim Neubau der Pfarrkirche (1779–1783) wurde das Grabmal aus Kalkstein unter den Heilig-Kreuz-Altar verlegt.

## Ehe und Nachkommen
Markgraf Hermann Fortunat heiratete in erster Ehe am 18. April 1627 Antonie Elisabeth von Criechingen († 12. Januar 1635), die Tochter von Christoph von Criechingen. Aus dieser Ehe gingen folgende Kinder hervor:
- Karl Wilhelm Eugen (* 1627; † 1666), Domherr zu Köln
- Leopold (* 1628; † 1635)
- Marie Sidonie (* 1635; † 15. August 1686), sie heiratete am 12. November 1662 den Fürsten Philipp von Hohenzollern-Hechingen (* 24. Juni 1616; † 24. Januar 1671)

Markgraf Hermann Fortunat heiratete in zweiter Ehe Marie Sidonie von Daun-Falkenstein (* 1605; † 1675), die Tochter des Grafen Philipp Franz von Falkenstein. Aus der Ehe gingen folgende Kinder hervor:
- Philipp Balthasar (*10. Februar 1641 in Useldingen/Luxemburg,[4] † 1662)
- Marie Eleonore Sofie († 18. April 1668), sie heiratete 1665 den Grafen Johann Franz Desideratus von Nassau-Siegen (* 28. Juli 1627; † 17. Dezember 1699)

Siehe auch:
- Stammliste des Hauses Baden